# Mail Malpartida Achón
Mail Malpartida Achón, conocido como "El degollador de Oxapampa", es un asesino en serie, secuestrador y terrorista peruano que fue parte del Movimiento Revolucionario Túpac Amaru (MRTA). 
Fue condenado por asesinar a 10 personas, aunque confesó que fueron 21 en total. 

## Biografía
Nació en 1974. Durante la década de 1990, Malpartida perteneció al MRTA, donde obtuvo conocimiento sobre práctica militares, acciones subversivas y uso de armas de fuego. Después de que el MRTA fuese desarticulado a finales de los 90s, Malpartida escapó hacia la selva de Oxapampa para evitar ser arrestado. 
En junio del año 2006, asesinó al empresario minero Lenin Francisco Balerio Alcántara, de un disparo por la espalda, para posteriormente arrebatarle 280 gramos de oro. Luego del asesinato, Malpartida extrajo los órganos para que el cadáver pesara menos y obligó al primo de la víctima a cargar el cadáver para lanzarlo al río. Por este hecho, fue capturado por la policía y recluido en el penal de Oxapampa. El 16 de diciembre del 2006, Malpartida junto a Isaías Ángeles Tambino y Marcelino Tolentino Guerra, mataron al suboficial de la Policía Nacional del Perú Humberto Vásquez Pérez y al recluso Guzmán Canerioqui, para posteriormente huir de prisión llevándose dos fusiles AKM, tres pistolas, una granada y uniforme tipo comando, dejando herido al suboficial de tercera Cristóbal Choque Flores.
Tras escapar de prisión, Malpartida secuestra al empresario Roberto Shuller Shaus y a su hija, por quién pidió 50 mil dólares, liberándolos tras recibir 10 mil soles. El 18 de octubre del 2007, Malpartida secuestró a la agricultora Liboria Rivera Carhuaricra, por quien pidió una fuerte cantidad de dinero. Sin embargo, la víctima fue degollada y su lengua cortada para que "su alma no le delatara". Tras su huida de prisión, se contabilizó su participación en el asesinato de al menos 7 personas y la extorsión de más de 10 ganaderos del lugar. A sus víctimas procedía a descuartizarlos con cuchillos por placer.
El 27 de diciembre del 2007, Malpartida, junto a su hermano Enías, secuestró a la empresaria maderera Griselda Curi Huayta exigiendo un pago de 20 mil dólares. La primera parte del pago se realizó, por lo que Curi fue liberada. La segunda parte del monto se pactó ser entregado en Cueva Blanca, ubicado en el departamento de Junín. Sin embargo, antes de recibir el pago fue acorralado por la policía, quien había llegado a la ciudad en el marco de la "Operación Cacería 2008". Tras una persecución de nueve horas, Malpartida fue capturado, encontrándose en su poder una granada tipo piña, radios portátiles, binoculares, pasamontañas y ropas militares.
Fue condenado en el año 2009 a cadena perpetua por los delitos de asesinato, extorsión, secuestro y tenencia ilegal de armas, confesando ante el juez el haber estado involucrado en 21 asesinatos. En septiembre de aquel año, estuvo involucrado en el depósito de una suma de 369 soles en la cuenta de Norma Beatriz Bustamante Yauri, entonces personal del penal de Huancayo, por parte de unos presuntos familiares, acción que llevó a medidas disciplinarias contra Bustamante.